# WTA International-turneringar
International Tournaments är en kategori för tennisturneringar på WTA-touren som startade 2009. Turneringarna ersatte Tier III- och Tier IV-turneringarna och Tier I- och II-turneringarna ersattes med Premier. 
Kategorin inkluderar 31 turneringar med prispengar på $200 000, förutom säsongsavslutande Commonwealth Bank Tournament of Champions på Bali, som har prispengar på $600 000. Alla turneringar, utom den på Bali och i Birmingham (har 56 i singel), har en lottning med 32 spelare i singel, 32 spelare i dubbel och 16 i kvalet till singelturneringen.

## Turneringar
| Mästare 2009 |
| Mästare 2008 |

| Turnering         | Kommersiellt namn                                            | Stad              | Land           | Underlag      | Nuvarande singelmästare     | Nuvarande dubbelmästare                              |
| Brisbane          | Brisbane International                                       | Brisbane          | Australien     | Hardcourt     | Victoria Azarenka           | Anna-Lena Grönefeld / Vania King                     |
| Auckland          | ASB Classic                                                  | Auckland          | Nya Zeeland    | Hardcourt     | Jelena Dementieva           | Natalie Dechy / Mara Santangelo                      |
| Hobart            | Moorilla Hobart International                                | Hobart            | Australien     | Hardcourt     | Petra Kvitova               | Gisela Dulko / Flavia Pennetta                       |
| Pattaya           | PTT Pattaya Women's Open                                     | Pattaya           | Thailand       | Hardcourt     | Vera Zvonarjova             | Jaroslava Sjvedova / Tamarine Tanasugarn             |
| Memphis           | Regions Morgan Keegan Championships & the Cellular South Cup | Memphis           | USA            | Hardcourt (i) | Victoria Azarenka           | Victoria Azarenka / Caroline Wozniacki               |
| Bogotá            | Copa Sony Ericsson Colsanitas                                | Bogotá            | Colombia       | Grus          | Maria Jose Martinez Sanchez | Nuria Llagostera Vives / Maria Jose Martinez Sanchez |
| Acapulco          | Abierto Mexicano TELCEL presentado por HSBC                  | Acapulco          | Mexiko         | Grus          | Venus Williams              | Nuria Llagostera Vives / Maria Jose Martinez Sanchez |
| Monterrey         | Monterrey Open                                               | Monterrey         | Mexiko         | Hardcourt     | Marion Bartoli              | Natalie Dechy / Mara Santangelo                      |
| Ponte Vedra Beach | MPS Group Championships                                      | Ponte Vedra Beach | USA            | Grönt grus    | Caroline Wozniacki          | Chuang Chia-jung / Sania Mirza                       |
| Marbella          | Andalucia Tennis Experience                                  | Marbella          | Spanien        | Grus          | Jelena Jankovic             | Klaudia Jans / Alicja Rosolka                        |
| Barcelona         | Barcelona Ladies Open                                        | Barcelona         | Spanien        | Grus          | Roberta Vinci               | Nuria Llagostera Vives / Maria Jose Martinez Sanchez |
| Fès               | Grand Prix SAR La Princesse Lalla Meryem                     | Fès               | Marocko        | Grus          | Gisela Dulko                | Sorana Cirstea / Anastasia Pavljutjenkova            |
| Estoril           | Estoril Open                                                 | Estoril           | Portugal       | Grus          | Maria Kirilenko             | Maria Kirilenko / Flavia Pennetta                    |
| Strasbourg        | Internationaux de Strasbourg                                 | Strasbourg        | Frankrike      | Grus          | Anabel Medina Garrigues     | Tatiana Perebijnis / Yan Zi                          |
| Birmingham        | AEGON Classic                                                | Birmingham        | Storbritannien | Gräs          | Kateryna Bondarenko         | Cara Black / Liezel Huber                            |
| 's-Hertogenbosch  | Ordina Open                                                  | 's-Hertogenbosch  | Nederländerna  | Gräs          | Tamarine Tanasugarn         | Marina Erakovic / Michaella Krajicek                 |
| Budapest          | GDF Suez Grand Prix                                          | Budapest          | Ungern         | Grus          | Alize Cornet                | Alize Cornet / Janette Husarova                      |
| Båstad            | Swedish Open Women                                           | Båstad            | Sverige        | Grus          | ingen, ny turnering         | ingen, ny turnering                                  |
| Palermo           | Internazionali Femminili di Palermo                          | Palermo           | Italien        | Grus          | Sara Errani                 | Sara Errani / Nuria Llagostera Vives                 |
| Prag              | ECM Prague Open                                              | Prag              | Tjeckien       | Grus          | Vera Zvonarjova             | Andrea Hlavackova / Lucie Hradecka                   |
| Portorož          | Banka Koper Slovenia Open                                    | Portorož          | Slovenien      | Hardcourt     | Sara Errani                 | Anabel Medina Garrigues / Virginia Ruano Pascual     |
| Bad Gastein       | Gastein Ladies                                               | Bad Gastein       | Österrike      | Grus          | Pauline Parmentier          | Andrea Hlavackova / Lucie Hradecka                   |
| Istanbul          | Istanbul Cup                                                 | Istanbul          | Turkiet        | Grus          | Agnieszka Radwanska         | Jill Craybas / Olga Govortsova                       |
| Guangzhou         | Guangzhou International Women's Open                         | Guangzhou         | Kina           | Hardcourt     | Vera Zvonarjova             | Maria Koryttseva / Tatiana Poutchek                  |
| Québec            | Bell Challenge                                               | Québec            | Kanada         | Hardcourt (i) | Nadia Petrova               | Anna-Lena Grönefeld / Vania King                     |
| Seoul             | Hansol Korea Open                                            | Seoul             | Sydkorea       | Hardcourt     | Maria Kirilenko             | Chuang Chia-jung / Hsieh Su-wei                      |
| Tasjkent          | Tashkent Open                                                | Tasjkent          | Uzbekistan     | Hardcourt     | Sorana Cirstea              | Ioana Raluca Olaru / Olga Savtjuk                    |
| Linz              | Generali Ladies Linz                                         | Linz              | Österrike      | Hardcourt (i) | Ana Ivanović                | Katarina Srebotnik / Ai Sugiyama                     |
| Osaka             | Japan Women's Open Tennis                                    | Osaka             | Japan          | Hardcourt (i) | ingen, ny turnering         | ingen, ny turnering                                  |
| Luxemburg         | BGL-BNP Paribas Open Luxembourg                              | Luxemburg         | Luxemburg      | Hardcourt (i) | Jelena Dementieva           | Sorana Cirstea / Marina Erakovic                     |
| Bali              | Commonwealth Bank Tournament of Champions                    | Bali              | Indonesien     | Hardcourt     | ingen, ny turnering         | ingen, ny turnering                                  |

## Historik

### Tier III
Sista året som kategorin Tier III spelades var säsongen 2008 och då såg det ut så här:
| Turnering                            | Månad     | Underlag      | Prispengar  | Spelare | Mästare                 |
| Mondial Australian Women's Hardcourt | Januari   | Hardcourt     | US$ 175 000 | 32      | Li Na                   |
| Cachantún Cup                        | Februari  | Grus          | US$ 200 000 | 32      | Flavia Pennetta         |
| Copa Colsanitas                      | Februari  | Grus          | US$ 185 000 | 32      | Nuria Llagostera Vives  |
| Abierto Mexicano Telcel              | Februari  | Grus          | US$ 180 000 | 32      | Flavia Pennetta         |
| Cellular South Cup                   | Februari  | Hardcourt (i) | US$ 175 000 | 32      | Lindsay Davenport       |
| Istanbul Cup                         | Maj       | Grus          | US$ 200 000 | 30      | Agnieszka Radwanska     |
| Internationaux de Strasbourg         | Maj       | Grus          | US$ 175 000 | 30      | Anabel Medina Garrigues |
| DFS Classic                          | Juni      | Gräs          | US$ 200 000 | 56      | Kateryna Bondarenko     |
| Ordina Open                          | Juni      | Gräs          | US$ 175 000 | 30      | Tamarine Tanasugarn     |
| Gaz de France Grand Prix             | Juli      | Grus          | US$ 175 000 | 30      | Alize Cornet            |
| Gastein Ladies                       | Juli      | Grus          | US$ 175 000 | 32      | Pauline Parmentier      |
| W&S Financial Group Women's Open     | Augusti   | Hardcourt     | US$ 175 000 | 32      | Nadia Petrova           |
| Commonwealth Bank Tennis Classic     | September | Hardcourt     | US$ 225 000 | 30      | Patty Schnyder          |
| Guangzhou International Women's Open | September | Hardcourt     | US$ 175 000 | 32      | Vera Zvonarjova         |
| AIG Japan Open                       | September | Hardcourt     | US$ 175 000 | 32      | Caroline Wozniacki      |
| FORTIS Championships Luxembourg      | Oktober   | Hardcourt (i) | US$ 225 000 | 32      | Jelena Dementieva       |
| Bell Challenge                       | Oktober   | Hardcourt (i) | US$ 175 000 | 32      | Nadia Petrova           |

### Tier IV
Sista året som kategorin Tier IV spelades var säsongen 2008 och då såg det ut så här:
| Turnering                                   | Månad     | Underlag  | Prispengar  | Spelare | Mästare             |
| ASB Classic                                 | Januari   | Hardcourt | US$ 145 000 | 32      | Lindsay Davenport   |
| Moorilla Hobart International               | Januari   | Hardcourt | US$ 170 000 | 32      | Eleni Daniilidou    |
| Pattaya Women's Open                        | Februari  | Hardcourt | US$ 170 000 | 32      | Agnieszka Radwanska |
| Estoril Open                                | April     | Grus      | US$ 145 000 | 32      | Maria Kirilenko     |
| ECM Prague Open                             | April     | Grus      | US$ 145 000 | 32      | Vera Zvonarjova     |
| Grand Prix de SAR La Princesse Lalla Meryem | April     | Grus      | US$ 145 000 | 32      | Gisela Dulko        |
| Barcelona KIA                               | Juni      | Grus      | US$ 145 000 | 32      | Maria Kirilenko     |
| Internazionali Femminili di Palermo         | Juli      | Grus      | US$ 145 000 | 32      | Sara Errani         |
| Banka Koper Slovenia Open                   | Juli      | Hardcourt | US$ 145 000 | 32      | Sara Errani         |
| Nordea Nordic Light Open                    | Juli      | Hardcourt | US$ 145 000 | 32      | Caroline Wozniacki  |
| Forest Hills Tennis Classic                 | Augusti   | Hardcourt | US$ 74 800  | 16      | Lucie Safarova      |
| Hansol Korea Open                           | September | Hardcourt | US$ 145 000 | 32      | Maria Kirilenko     |
| Tashkent Open                               | September | Hardcourt | US$ 145 000 | 32      | Sorana Cirstea      |